# Liste des Premiers ministres de Malaisie
Ce tableau recense les Premiers ministres de Malaisie depuis le 31 août 1957, date de son indépendance vis-à-vis du Royaume-Uni.

## Liste des Premiers ministres
| No | Portrait              | Titulaire (Naissance-mort)        | Élection | Mandat            | Mandat                             | Mandat                     | Parti politique (coalition) | Parti politique (coalition) |
| No | Portrait              | Titulaire (Naissance-mort)        | Élection | Début             | Fin                                | Durée                      | Parti politique (coalition) | Parti politique (coalition) |
| -- | --------------------- | --------------------------------- | -------- | ----------------- | ---------------------------------- | -------------------------- | --------------------------- | --------------------------- |
| 1  | Tunku Abdul Rahman    | Tunku Abdul Rahman (1903-1990)    | 1955     | 31 août 1957      | 22 septembre 1970                  | 13 ans et 22 jours         |                             | UMNO (Alliance (en))        |
| 1  | Tunku Abdul Rahman    | Tunku Abdul Rahman (1903-1990)    | 1959     | 31 août 1957      | 22 septembre 1970                  | 13 ans et 22 jours         |                             | UMNO (Alliance (en))        |
| 1  | Tunku Abdul Rahman    | Tunku Abdul Rahman (1903-1990)    | 1964     | 31 août 1957      | 22 septembre 1970                  | 13 ans et 22 jours         |                             | UMNO (Alliance (en))        |
| 1  | Tunku Abdul Rahman    | Tunku Abdul Rahman (1903-1990)    | 1969     | 31 août 1957      | 22 septembre 1970                  | 13 ans et 22 jours         |                             | UMNO (Alliance (en))        |
| 2  | Abdul Razak           | Abdul Razak (1922-1976)           | —        | 22 septembre 1970 | 14 janvier 1976 (mort en fonction) | 5 ans, 3 mois et 23 jours  |                             | UMNO (Alliance (en))        |
| 2  | Abdul Razak           | Abdul Razak (1922-1976)           | 1974     | 22 septembre 1970 | 14 janvier 1976 (mort en fonction) | 5 ans, 3 mois et 23 jours  | UMNO (BN)                   |                             |
| 3  | Hussein Onn           | Hussein Onn (1922-1990)           | —        | 15 janvier 1976   | 16 juillet 1981                    | 5 ans, 6 mois et 1 jour    |                             | UMNO (BN)                   |
| 3  | Hussein Onn           | Hussein Onn (1922-1990)           | 1978     | 15 janvier 1976   | 16 juillet 1981                    | 5 ans, 6 mois et 1 jour    |                             | UMNO (BN)                   |
| 4  | Mahathir Mohamad      | Mahathir Mohamad (né en 1925)     | —        | 16 juillet 1981   | 31 octobre 2003                    | 22 ans, 3 mois et 15 jours |                             | UMNO (BN)                   |
| 4  | Mahathir Mohamad      | Mahathir Mohamad (né en 1925)     | 1982     | 16 juillet 1981   | 31 octobre 2003                    | 22 ans, 3 mois et 15 jours |                             | UMNO (BN)                   |
| 4  | Mahathir Mohamad      | Mahathir Mohamad (né en 1925)     | 1986     | 16 juillet 1981   | 31 octobre 2003                    | 22 ans, 3 mois et 15 jours |                             | UMNO (BN)                   |
| 4  | Mahathir Mohamad      | Mahathir Mohamad (né en 1925)     | 1990     | 16 juillet 1981   | 31 octobre 2003                    | 22 ans, 3 mois et 15 jours |                             | UMNO (BN)                   |
| 4  | Mahathir Mohamad      | Mahathir Mohamad (né en 1925)     | 1995     | 16 juillet 1981   | 31 octobre 2003                    | 22 ans, 3 mois et 15 jours |                             | UMNO (BN)                   |
| 4  | Mahathir Mohamad      | Mahathir Mohamad (né en 1925)     | 1999     | 16 juillet 1981   | 31 octobre 2003                    | 22 ans, 3 mois et 15 jours |                             | UMNO (BN)                   |
| 5  | Abdullah Ahmad Badawi | Abdullah Ahmad Badawi (1939-2025) | —        | 31 octobre 2003   | 3 avril 2009                       | 5 ans, 5 mois et 3 jours   |                             | UMNO (BN)                   |
| 5  | Abdullah Ahmad Badawi | Abdullah Ahmad Badawi (1939-2025) | 2004     | 31 octobre 2003   | 3 avril 2009                       | 5 ans, 5 mois et 3 jours   |                             | UMNO (BN)                   |
| 5  | Abdullah Ahmad Badawi | Abdullah Ahmad Badawi (1939-2025) | 2008     | 31 octobre 2003   | 3 avril 2009                       | 5 ans, 5 mois et 3 jours   |                             | UMNO (BN)                   |
| 6  | Najib Razak           | Najib Razak (né en 1953)          | —        | 3 avril 2009      | 10 mai 2018                        | 9 ans, 1 mois et 7 jours   |                             | UMNO (BN)                   |
| 6  | Najib Razak           | Najib Razak (né en 1953)          | 2013     | 3 avril 2009      | 10 mai 2018                        | 9 ans, 1 mois et 7 jours   |                             | UMNO (BN)                   |
| 7  | Mahathir Mohamad      | Mahathir Mohamad (né en 1925)     | 2018     | 10 mai 2018       | 1er mars 2020                      | 1 an, 9 mois et 20 jours   |                             | BERSATU (PH)                |
| 8  | Muhyiddin Yassin      | Muhyiddin Yassin (né en 1947)     | —        | 1er mars 2020     | 21 août 2021                       | 1 an, 5 mois et 20 jours   |                             | PN (PH)                     |
| 9  | Ismail Sabri Yaakob   | Ismail Sabri Yaakob (né en 1960)  | —        | 21 août 2021      | 24 novembre 2022                   | 1 an, 3 mois et 3 jours    |                             | UMNO (BN)                   |
| 10 | Anwar Ibrahim         | Anwar Ibrahim (né en 1947)        | 2022     | 24 novembre 2022  | en fonction                        | 2 ans, 8 mois et 10 jours  |                             | PKR (PH)                    |